# Campionati mondiali completi di pattinaggio di velocità 2013
I Campionati mondiali completi di pattinaggio di velocità 2013 sono stati la 106ª edizione della manifestazione. Si sono svolti a Hamar, in Norvegia, il 16 e il 17 febbraio 2013.

Tra gli uomini l'olandese Sven Kramer ha conquistato il titolo per la sesta volta, mentre tra le donne la sua connazionale Ireen Wüst ha vinto la sua quarta medaglia d'oro.

## Campionati maschili
| Pos. | Atleta          | Nazione  | Tempo |
| ---- | --------------- | -------- | ----- |
| 1    | Zbigniew Bródka | Polonia  | 35"80 |
| 2    | Håvard Bøkko    | Norvegia | 36"01 |
| 3    | Haralds Silovs  | Lettonia | 36"20 |
| 4    | Jan Szymański   | Polonia  | 36"39 |
| 5    | Sun Longjiang   | Cina     | 36"50 |

| Pos. | Atleta               | Nazione     | Tempo   |
| ---- | -------------------- | ----------- | ------- |
| 1    | Sven Kramer          | Paesi Bassi | 6'13"42 |
| 2    | Ivan Skobrev         | Russia      | 6'19"06 |
| 3    | Bart Swings          | Belgio      | 6'19"72 |
| 4    | Sverre Lund Pedersen | Norvegia    | 6'20"06 |
| 5    | Håvard Bøkko         | Norvegia    | 6'22"00 |

| Pos. | Atleta          | Nazione     | Tempo   |
| ---- | --------------- | ----------- | ------- |
| 1    | Håvard Bøkko    | Norvegia    | 1'46"34 |
| 2    | Zbigniew Bródka | Polonia     | 1'46"49 |
| 3    | Bart Swings     | Belgio      | 1'46"51 |
| 4    | Sven Kramer     | Paesi Bassi | 1'46"75 |
| 5    | Denis Juskov    | Russia      | 1'46"77 |

| Pos. | Atleta               | Nazione     | Tempo    |
| ---- | -------------------- | ----------- | -------- |
| 1    | Sven Kramer          | Paesi Bassi | 13'11"86 |
| 2    | Bart Swings          | Belgio      | 13'11"91 |
| 3    | Håvard Bøkko         | Norvegia    | 13'15"83 |
| 4    | Sverre Lund Pedersen | Norvegia    | 13'25"65 |
| 5    | Renz Rotteveel       | Paesi Bassi | 13'35"84 |

### Classifica generale
| Pos.    | Atleta                | Nazione     | 500 m      | 5000 m       | 1500 m       | 10000 m      | Punti   |
| ------- | --------------------- | ----------- | ---------- | ------------ | ------------ | ------------ | ------- |
| Oro     | Sven Kramer           | Paesi Bassi | 36"71 (9)  | 6'13"42 (1)  | 1'46"75 (4)  | 13'11"86 (1) | 149,228 |
| Argento | Håvard Bøkko          | Norvegia    | 36"01 (2)  | 6'22"00 (5)  | 1'46"34 (1)  | 13'15"83 (3) | 149,447 |
| Bronzo  | Bart Swings           | Belgio      | 36"73 (10) | 6'19"72 (3)  | 1'46"51 (3)  | 13'11"91 (2) | 149,800 |
| 4       | Sverre Lund Pedersen  | Norvegia    | 36"66 (7)  | 6'20"06 (4)  | 1'47"15 (8)  | 13'25"65 (4) | 150,664 |
| 5       | Ivan Skobrev          | Russia      | 36"79 (12) | 6'19"06 (2)  | 1'46"92 (6)  | 13'35"90 (6) | 151,131 |
| 6       | Renz Rotteveel        | Paesi Bassi | 36"92 (14) | 6'25"12 (7)  | 1'48"39 (11) | 13'35"84 (5) | 152,354 |
| 7       | Haralds Silovs        | Lettonia    | 36"20 (3)  | 6'32"52 (12) | 1'47"11 (7)  | 13'47"38 (7) | 152,524 |
| 8       | Zbigniew Bródka       | Polonia     | 35"80 (1)  | 6'35"88 (15) | 1'46"49 (2)  | 14'09"29 (8) | 153,348 |
| 9       | Koen Verweij          | Paesi Bassi | 36"65 (6)  | 6'24"35 (6)  | 1'47"51 (9)  |              | 110,921 |
| 10      | Denis Juskov          | Russia      | 36"97 (16) | 6'28"23 (10) | 1'46"77 (5)  |              | 111,383 |
| 11      | Jan Blokhuijsen       | Paesi Bassi | 36"68 (8)  | 6'25"89 (8)  | 1'48"59 (13) |              | 111,465 |
| 12      | Jan Szymański         | Polonia     | 36"39 (4)  | 6'35"43 (16) | 1'48"02 (12) |              | 111,939 |
| 13      | Jonathan Kuck         | Stati Uniti | 37"41 (18) | 6'27"62 (9)  | 1'48"44 (12) |              | 112,318 |
| 14      | Dmïtrïy Babenko       | Kazakistan  | 37"22 (17) | 6'34"93 (13) | 1'49"57 (16) |              | 113,236 |
| 15      | Simen Spieler Nielsen | Norvegia    | 36"74 (11) | 6'42"07 (19) | 1'49"71 (17) |              | 113,517 |
| 16      | Roland Cieślak        | Polonia     | 37"41 (18) | 6'37"71 (16) | 1'49"15 (14) |              | 113,564 |
| 17      | Lucas Makowsky        | Canada      | 36"81 (13) | 6'46"75 (21) | 1'49"15 (14) |              | 113,868 |
| 18      | Moritz Geisreiter     | Germania    | 38"55 (24) | 6'31"13 (11) | 1'49"93 (18) |              | 114,306 |
| 19      | Hiroki Abe            | Giappone    | 37"42 (20) | 6'41"94 (18) | 1'51"51 (20) |              | 114,784 |
| 20      | Alec Janssens         | Canada      | 38"14 (22) | 6'39"87 (17) | 1'49"98 (19) |              | 114,787 |
| 21      | Sun Longjiang         | Cina        | 36"50 (5)  | 6'50"93 (22) | 1'52"75 (22) |              | 115,176 |
| 22      | Joey Mantia           | Stati Uniti | 36"96 (15) | 6'55"19 (23) | 1'52"32 (21) |              | 115,919 |
| 23      | Marco Cignini         | Italia      | 38"22 (23) | 6'42"76 (20) | 1'53"37 (23) |              | 116,286 |
| 24      | Bram Smallenbroek     | Austria     | 37"66 (21) | WDR          |              |              |         |

## Campionati femminili
| Pos. | Atleta            | Nazione     | Tempo |
| ---- | ----------------- | ----------- | ----- |
| 1    | Christine Nesbitt | Canada      | 38"60 |
| 2    | Ireen Wüst        | Paesi Bassi | 39"35 |
| 3    | Lotte van Beek    | Paesi Bassi | 39"44 |
| 4    | Miho Takagi       | Giappone    | 39"53 |
| 5    | Ekaterina Šichova | Russia      | 39"57 |

| Pos. | Atleta            | Nazione     | Tempo   |
| ---- | ----------------- | ----------- | ------- |
| 1    | Ireen Wüst        | Paesi Bassi | 4'05"41 |
| 2    | Diane Valkenburg  | Paesi Bassi | 4'08"12 |
| 3    | Ida Njåtun        | Norvegia    | 4'08"64 |
| 4    | Ekaterina Šichova | Russia      | 4'08"74 |
| 5    | Linda de Vries    | Paesi Bassi | 4'10"20 |

| Pos. | Atleta            | Nazione     | Tempo   |
| ---- | ----------------- | ----------- | ------- |
| 1    | Ireen Wüst        | Paesi Bassi | 1'56"30 |
| 2    | Ekaterina Šichova | Russia      | 1'56"31 |
| 3    | Linda de Vries    | Paesi Bassi | 1'57"46 |
| 4    | Christine Nesbitt | Canada      | 1'57"47 |
| 5    | Diane Valkenburg  | Paesi Bassi | 1'57"87 |

| Pos. | Atleta            | Nazione     | Tempo   |
| ---- | ----------------- | ----------- | ------- |
| 1    | Ireen Wüst        | Paesi Bassi | 7'05"13 |
| 2    | Diane Valkenburg  | Paesi Bassi | 7'07"07 |
| 3    | Linda de Vries    | Paesi Bassi | 7'09"23 |
| 4    | Masako Hozumi     | Giappone    | 7'10"19 |
| 5    | Ekaterina Šichova | Russia      | 7'16"48 |

### Classifica generale
| Pos.    | Atleta             | Nazione     | 500 m      | 5000 m       | 1500 m       | 10000 m     | Punti   |
| ------- | ------------------ | ----------- | ---------- | ------------ | ------------ | ----------- | ------- |
| Oro     | Ireen Wüst         | Paesi Bassi | 39"35 (2)  | 4'05"41 (1)  | 1'56"30 (1)  | 7'05"13 (1) | 161,530 |
| Argento | Diane Valkenburg   | Paesi Bassi | 39"77 (7)  | 4'08"12 (2)  | 1'57"87 (5)  | 7'07"07 (2) | 163,120 |
| Bronzo  | Ekaterina Šichova  | Russia      | 39"57 (5)  | 4'08"74 (4)  | 1'56"31 (2)  | 7'16"48 (5) | 163,444 |
| 4       | Linda de Vries     | Paesi Bassi | 40"44 (12) | 4'10"20 (5)  | 1'57"46 (3)  | 7'09"23 (3) | 164,216 |
| 5       | Ida Njåtun         | Norvegia    | 40"03 (9)  | 4'08"64 (3)  | 1'58"41 (7)  | 7'17"26 (6) | 164,666 |
| 6       | Evgenija Dmitrieva | Russia      | 40"02 (8)  | 4'10"57 (6)  | 1'59"14 (8)  | 7'19"03 (7) | 165,397 |
| 7       | Lotte van Beek     | Paesi Bassi | 39"44 (3)  | 4'17"17 (15) | 1'58"07 (6)  | 7'32"59 (8) | 166,916 |
| 8       | Masako Hozumi      | Giappone    | 41"85 (23) | 4'11"60 (7)  | 2'01'05 (16) | 7'10"19 (4) | 167,152 |
| 9       | Christine Nesbitt  | Canada      | 38"60 (1)  | 4'18"13 (13) | 1'57"47 (4)  |             | 120,777 |
| 10      | Miho Takagi        | Giappone    | 39"53 (4)  | 4'15"71 (12) | 1'59"94 (10) |             | 122,128 |
| 11      | Brittany Schussler | Canada      | 40"17 (10) | 4'13"24 (9)  | 1'59"90 (9)  |             | 122,342 |
| 12      | Kali Christ        | Canada      | 39"66 (6)  | 4'18"22 (19) | 2'00"05 (13) |             | 122,712 |
| 13      | Ol'ga Graf         | Russia      | 40"50 (14) | 4'14"97 (11) | 2'00"20 (14) |             | 123,061 |
| 14      | Luiza Złotkowska   | Polonia     | 40"40 (11) | 4'17"27 (16) | 1'59"98 (12) |             | 123,271 |
| 15      | Natalia Czerwonka  | Polonia     | 40"82 (17) | 4'14"93 (10) | 1'54"94 (10) |             | 123,288 |
| 16      | Maki Tabata        | Giappone    | 40"71 (16) | 4'15"87 (13) | 2'00"92 (15) |             | 123,661 |
| 17      | Mari Hemmer        | Norvegia    | 41"60 (22) | 4'12"50 (8)  | 2'02"29 (17) |             | 124,446 |
| 18      | Anna Rokita        | Austria     | 41"34 (20) | 4'17"49 (17) | 2'02"66 (20) |             | 125,141 |
| 19      | Katarzyna Woźniak  | Polonia     | 41"11 (19) | 4'21"10 (10) | 2'02"56 (19) |             | 125,479 |
| 20      | Anna Ringsred      | Stati Uniti | 40"45 (13) | 4'26"02 (23) | 2'02"38 (18) |             | 125,579 |
| 21      | Maria Lamb         | Stati Uniti | 41"43 (21) | 4'20"25 (20) | 2'03"82 (22) |             | 126,078 |
| 22      | Petra Acker        | Stati Uniti | 42"03 (24) | 4'20"44 (21) | 2'03"63 (21) |             | 126,646 |
| 23      | Francesca Bettrone | Italia      | 41"05 (18) | 4'32"52 (24) | 2'06"35 (23) |             | 128,586 |
| 24      | Claudia Pechstein  | Germania    | 40"68 (15) | 4'15"87 (13) |              |             | 83,325  |